# Dennis Moore

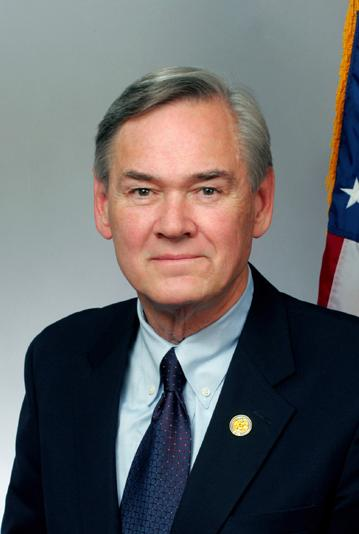
Dennis Moore

Dennis Moore (* 8. November 1945 in Anthony, Kansas; † 2. November 2021 in Overland Park, Kansas) war ein US-amerikanischer Politiker (Demokraten). Von 1999 bis 2011 vertrat er den dritten Wahlbezirk des Bundesstaates Kansas im US-Repräsentantenhaus.

## Werdegang
Dennis Moore besuchte die Wichita South East High School und danach bis 1967 die University of Kansas in Lawrence. Anschließend studierte er bis 1970 an der Washburn University in Topeka Jura. Im Jahr 1970 wurde er Soldat der US-Armee. Danach arbeitete er als Rechtsanwalt.
Zwischen 1971 und 1973 war er stellvertretender Attorney General von Kansas und von 1977 bis 1989 war er Bezirksstaatsanwalt im Johnson County. Politisch wurde Moore Mitglied der Demokratischen Partei. Bei den Kongresswahlen des Jahres 1998 wurde er als deren Kandidat im dritten Distrikt von Kansas in das US-Repräsentantenhaus in Washington, D.C. gewählt.  Dort trat er am 3. Januar 1999 die Nachfolge von Vince Snowbarger von der Republikanischen Partei an. Im November 2009 gab Moore bekannt, sich im Jahr 2010 nicht mehr um die Wiederwahl zu bewerben. Er schied am 3. Januar 2011 aus dem Kongress aus.
Dennis Moore war zuletzt Mitglied im Finanzdienstleistungsausschuss und im Committee on Small Business sowie in drei Unterausschüssen. Er setzte sich für mehr Steuergerechtigkeit ein und unterstützte die meisten Umweltschutzanträge im Kongress.
Dennis Moore starb Anfang November 2021, kurz vor seinem 76. Geburtstag, an Krebs.